# 대한민국 민사소송법 제78조
대한민국 민사소송법 제78조는 공동소송적 보조참가에 대한 민사소송법 조문이다.

## 조문
제78조(공동소송적 보조참가) 재판의 효력이 참가인에게도 미치는 경우에는 그 참가인과 피참가인에 대하여 제67조 및 제69조를 준용한다.